# Laza Kostić

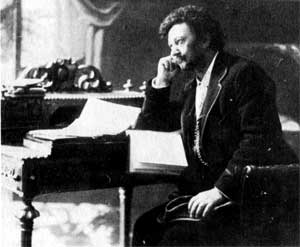
Laza Kostić

Laza Kostić (* 31. Januar 1841 in Kovilj bei Novi Sad; † 26. Novemberjul. / 9. Dezember 1910greg. in Wien) war ein serbischer Schriftsteller, Dichter, Prosaschriftsteller, Jurist, Philosoph, Publizist und Politiker.
Kostić war der Sohn eines österreichischen Offiziers und absolvierte das Studium der Rechte, welches er 1866 mit der Promotion in Pest abschloss. Er gilt neben Đura Jakšić und Jovan Jovanović Zmaj als bedeutender Vertreter der serbischen Romantik; zudem übersetzte er Werke von William Shakespeare sowie Edward Bulwer-Lyttons Die letzten Tage von Pompeji ins Serbische.
Von 1873 bis 1876 war er Abgeordneter im Pester Parlament und einer der Führer von Ujedinjena omladina srpska (Vereinigte Serbische Jugend).